# Großer Garten

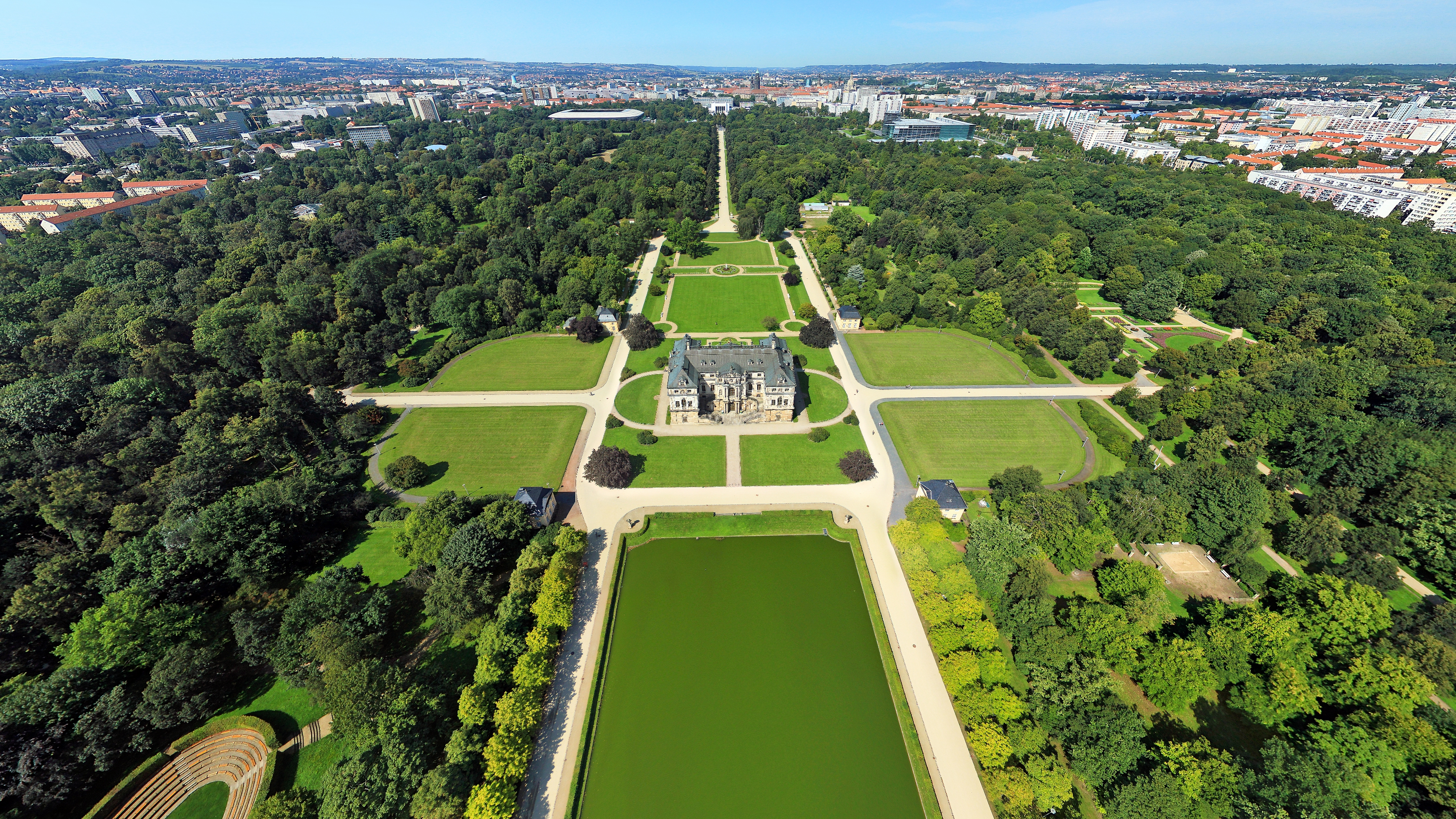
Fotografía aérea del Großer Garten

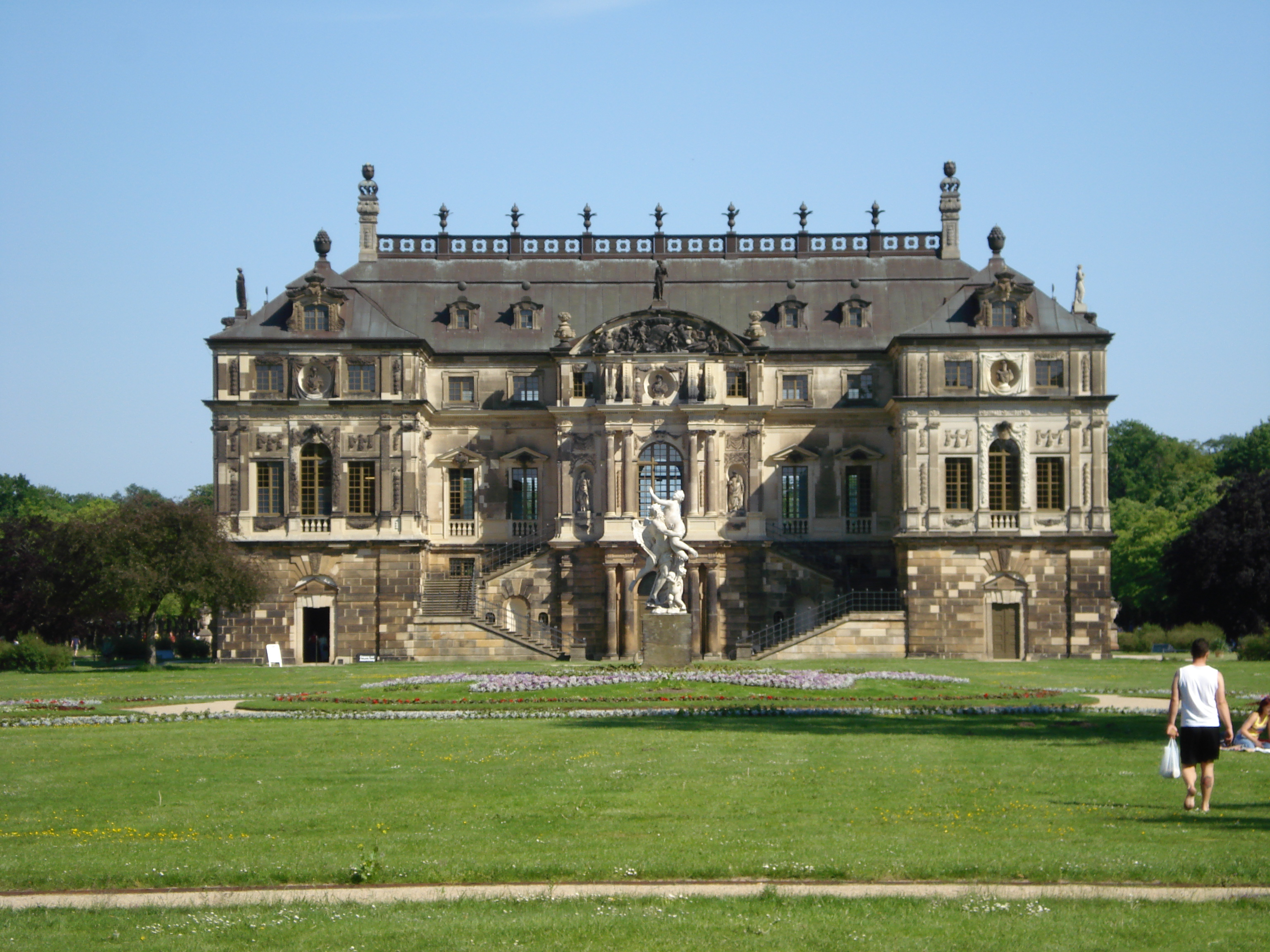
Palacete en el Großen Garten.

El Großer Garten es un jardín barroco de la ciudad alemana de Dresde. Se construyó a partir de 1676 como jardín de caza fuera de las murallas de la ciudad para el que más tarde fue príncipe elector de Sajonia Juan Jorge III.
La muralla se desmanteló en 1813 y las piedras se utilizaron para la reconstrucción de Striesen, un barrio de Dresde especialmente dañado durante los combates de las Guerras Napoleónicas. Tras la retirada de los franceses y la reparación de los daños ocasionados por la guerra (1814), el parque fue abierto al público.
Hoy en día, el Großer Garten alberga el jardín zoológico de Dresde, el botánico, el palacete de verano, el lago de Carola (con la posibilidad de alquilar botes), el escenario del llamado Junge Garde y el “ferrocarril del parque” (un pequeño circuito para un tren infantil), así como pequeñas fuentes.
El jardín tiene una forma casi rectangular, con una superficie de cerca de 2 km² y una longitud de 1900 m. Al noroeste del Großer Garten se encuentra la fábrica transparente de Volkswagen.

## Curiosidades

Plano del Großer Garten.

- El ferrocarril infantil del parque (en alemán Dresdner Parkeisenbahn o Liliputbahn), en tiempos de la RDA se llamaba Pionereisenbahn en alusión a la organización de pioneros “Ernst Thälmann”, movimiento infantil del SED.
- Todos los caminos del parque suman una longitud de 34 km.
- En el jardín botánico hay unas 9000 especies de plantas.